# بهکندان
بهکندان، روستایی در دهستان درگزین غربی بخش مرکزی شهرستان درگزین در استان همدان ایران است.این روستا، مرکز دهستان درگزین غربی است.
این روستا در سه کیلومتری شهر قروه درگزین قرار دارد و روستایی سرسبز و تفریحی است.
از محصولات این روستا می‌توان به فلفل، گوجه، سیب زمینی اشاره کرد. علت نام گذاری این روستا به بهکندان این است که در زمان‌های دور این روستا را به عنوان بهترین روستا می‌شناختند.
از افراد قدیمی و سرشناس این روستا میتوان به حاج نصر الله جهانگیری دعوتی و جناب آقای مرتضی محمودی راشد اشاره کرد و از سرشناش ترین قدیمی های روستا میتوان به کربلایی جهانگیر نصیری هم اشاره کرد.

## جمعیت
بر پایه سرشماری عمومی نفوس و مسکن در سال ۱۳۹۵، جمعیت این روستا برابر با ۸۷۱ نفر (۲۸۰ خانوار) بوده‌است.